# Kosorín
Kosorín je obec na Slovensku v okrese Žiar nad Hronom v Banskobystrickém kraji. Nachází se asi 6 km severně od Žiaru nad Hronom na severním okraji Žiarské kotliny.
Přístup do obce je po cestě III. třídy přes obec Janova Lehota nebo Slaská. Obcí prochází modrá turistická trasa, spojující pohoří Vtáčnik a Kremnicu s Kremnickými vrchy.
V obci je římskokatolický kostel svatého Ladislava z roku 1803.